# Église Saint-Victor de Nages
Pour les articles homonymes, voir église Saint-Victor.
L'église Saint-Victor de Nages est située au centre du village de Nages, dans le département du Tarn et la région Occitanie.

## Historique

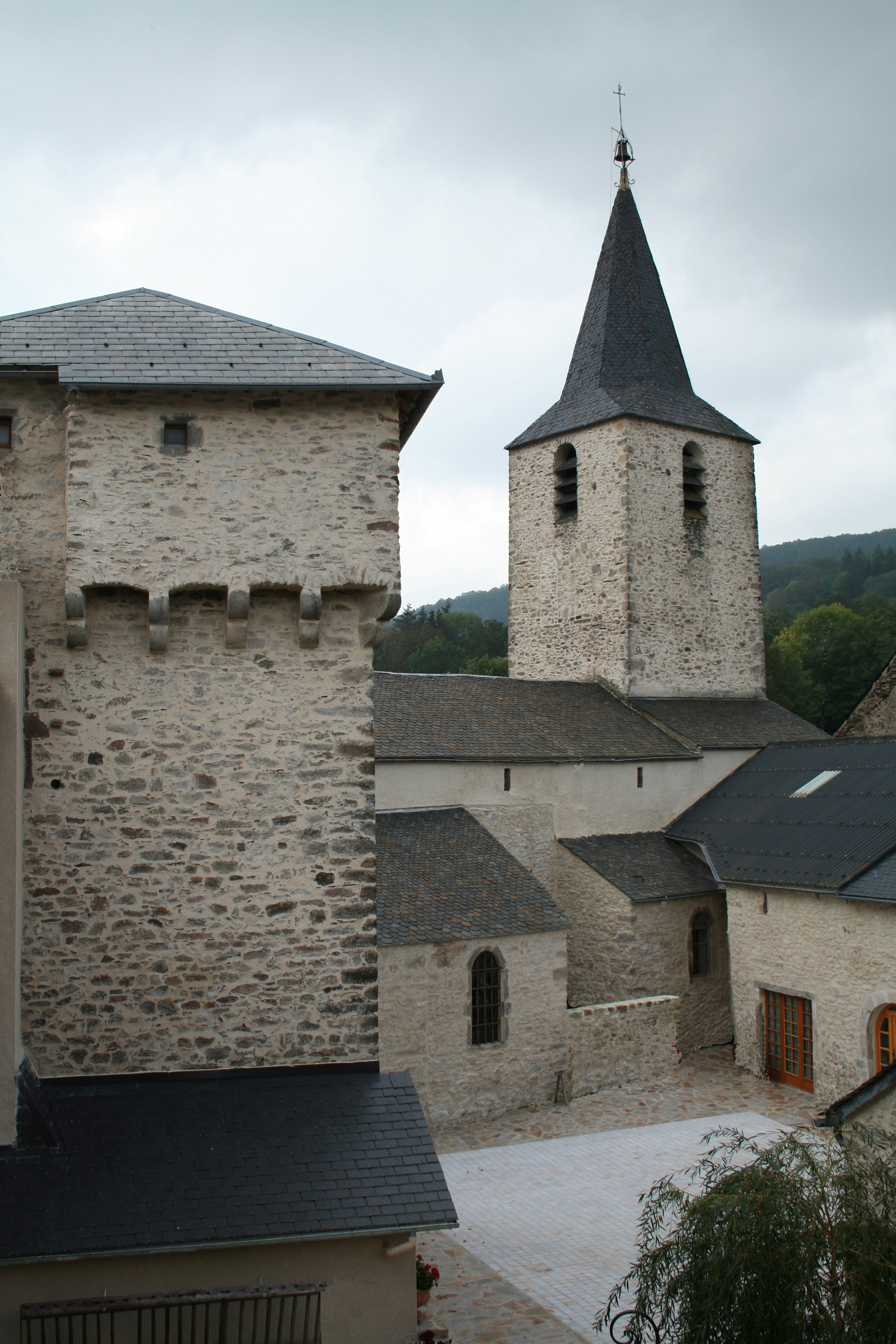
L'église et une tour du château.

L'église a d'abord été au XVe siècle la chapelle castrale. Le château de Nages est pris et partiellement détruit par des protestants venus de Castres le 24 février 1586. 
L'église a été prolongée au XVIIe siècle jusqu'à une tour médiévale du château. Il y avait un cimetière à côté de l'église, à l'emplacement actuel de la place. L'église était dédiée à saint Martin. En 1684, le maître fondeur Geoffroy coule et signe la cloche en bronze.
L'église et son clocher sont transformés au XIXe siècle. En 1898, la duchesse de Lévis-Mirepoix, née comtesse de Mérode, finance en partie la cloche : ‘’Louise Jeanne Marie Immaculée’’ en souvenir de madame de Thézan de Mérode, dernière membre de la famille de Thézan propriétaire du château de Nages.
En juin 2005, le chœur de l'église a été décoré de fresques de tradition byzantine peintes par Michaël Grezschny, fils de Nicolas Greschny. Elles ont été réalisées en 14 jours avec l'aide des frères Razimbaud, maçons et plâtriers de Murat-sur-Vèbre qui réalisaient l'enduit support des fresques. La toiture du clocher est refaite en 2012.

## Vitraux
Les fenêtres de l'église ont été décorées de vitraux réalisés par Henri Louis-Victor Gesta, fils de Louis-Victor Gesta. L'église a aussi été décorée de vitraux modernes.

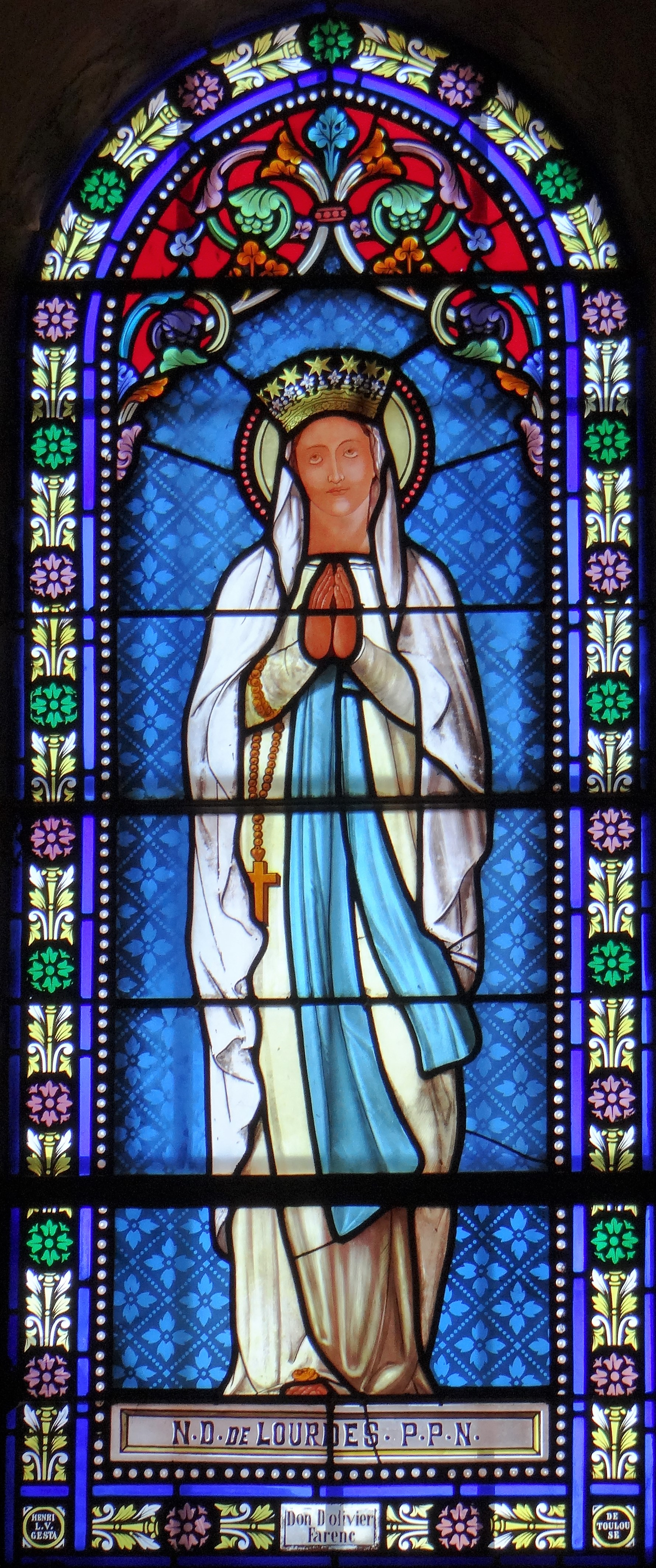
Notre-Dame de Lourdes
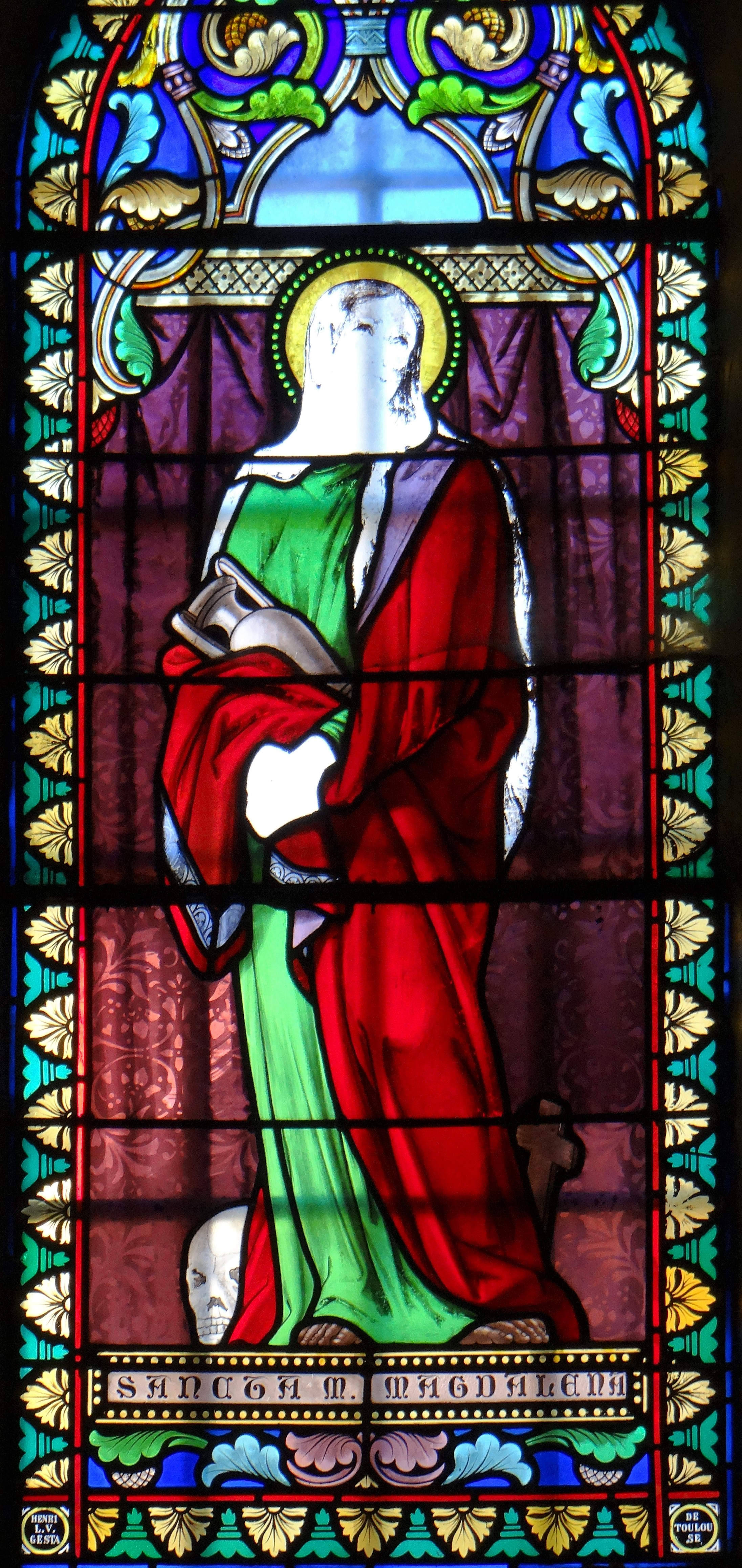
Sainte Marie de Magdala
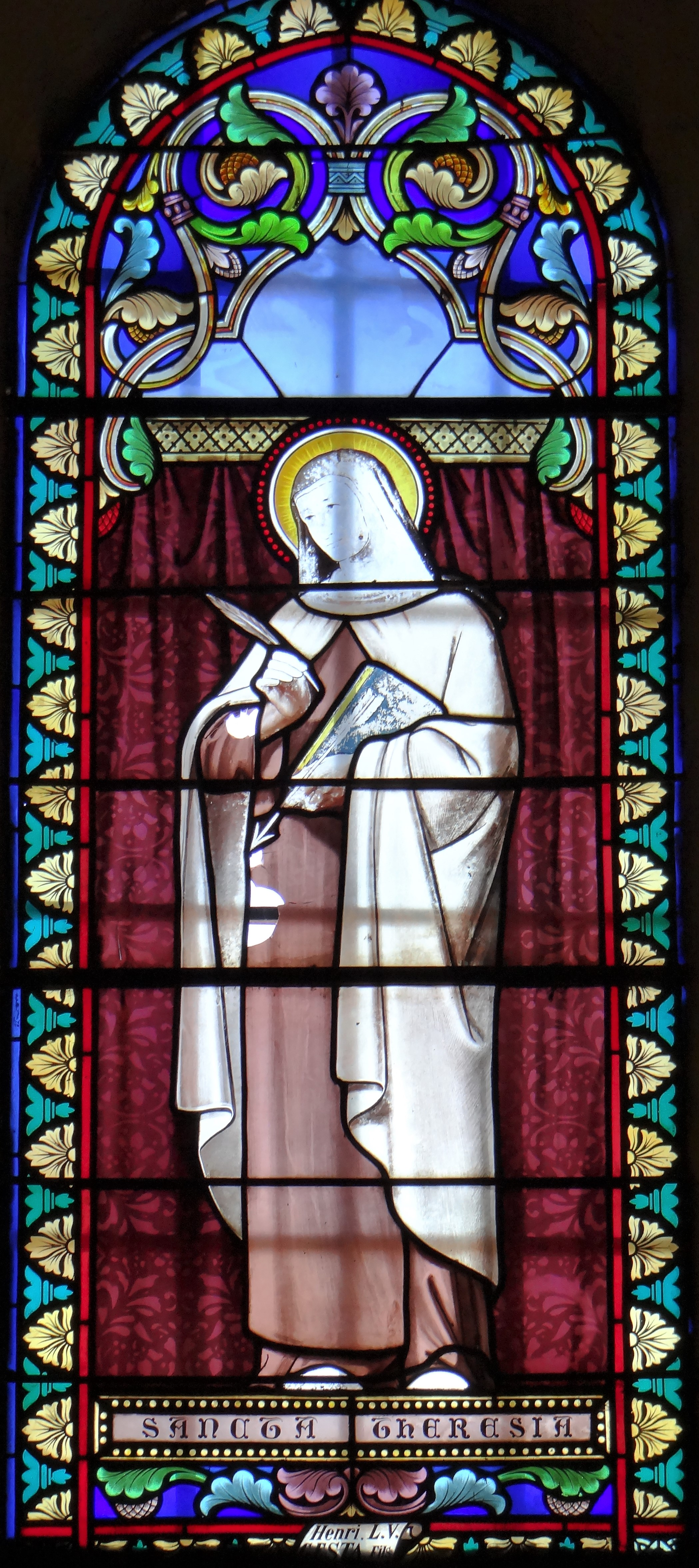
Sainte Thérèse
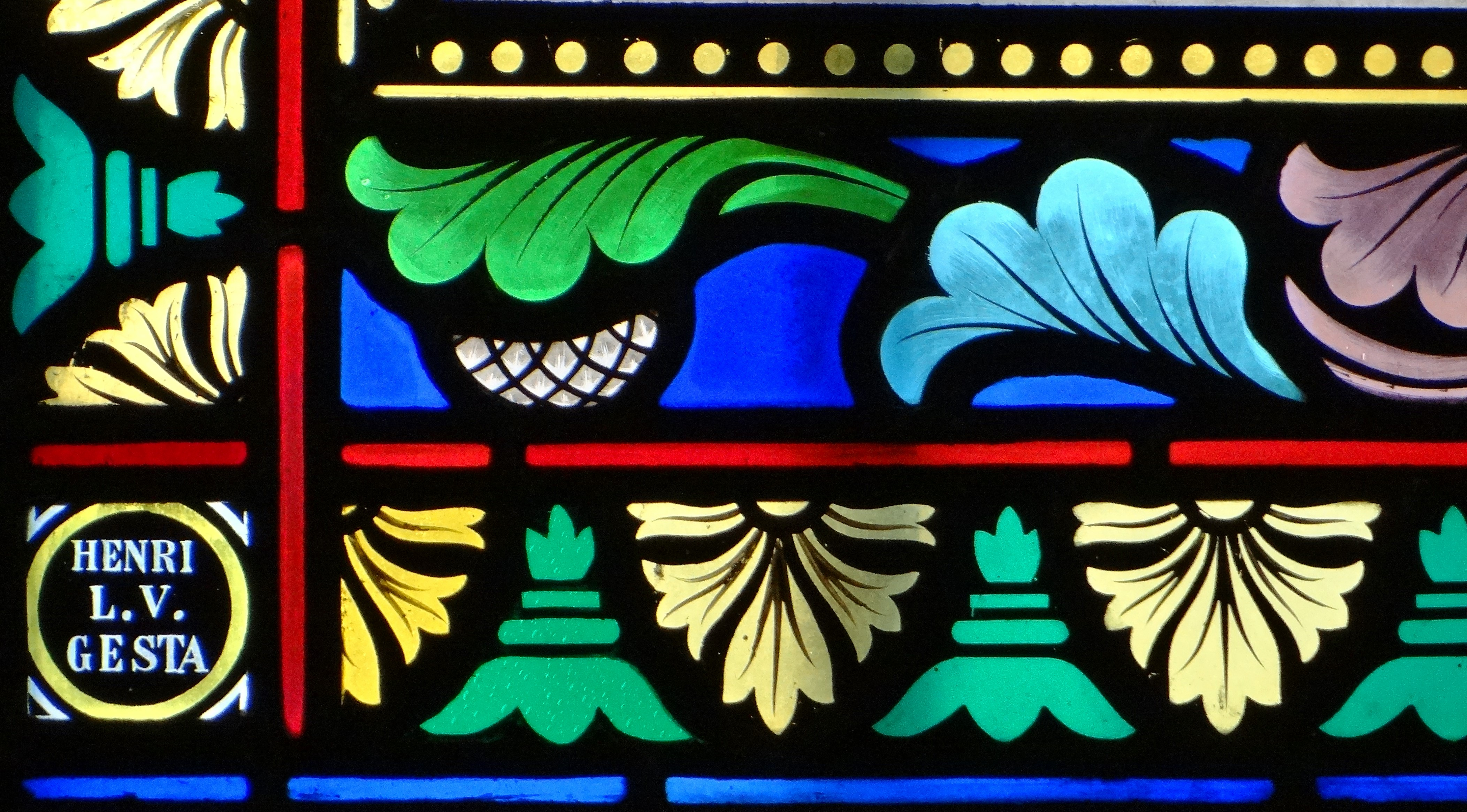
Signature d'Henri Louis-Victor Gesta